# スバル・EA型エンジン
スバル・EA型エンジン（スバル・EAがたエンジン）は、 富士重工業（現・SUBARU）によって製造されていた水冷式水平対向4気筒ガソリンエンジンである。
ここでは便宜上、スバル・アルシオーネに搭載された発展版であるER27型水平対向6気筒エンジンも併せて記述する。
社団法人自動車技術会が選定する日本の自動車技術330選において、1966年のEA52型が「縦置き水平対向エンジンによる日本初の前輪駆動車の開発」、1975年のEA71型が「触媒やエアポンプ（サーマルリアクター）等の外部機器を用いない独自の排ガス浄化システムSEEC-Tの開発及び、リードバルブ式二次空気導入装置の技術確立」といった理由により、それぞれ選出されている。

## 概要
EA41型などのいくつかの試作型エンジンを経て、1966年にスバル初の普通自動車となるスバル・1000のエンジンとして初登場した。
百瀬晋六らが開発したスバル・1000のために設計されたEA型エンジンは、当時としては極めて先進的な設計が成されており、レイアウトは水平対向、シリンダーヘッドは吸排気に1本ずつのバルブを持つOHV（後にSOHCを採用）8バルブ構成であった。アルミニウム製のシリンダーヘッドおよびシリンダーブロックが採用され、小型軽量でもあった（EA52は乾燥重量でわずか75キログラム）。スバル・1000やスバル・ff-1ではツインキャブレターを搭載したホットモデルも用意され、四輪独立懸架サスペンションの能力とも相まって国内ラリーなどに使用された。
EA型エンジンは1966年のスバル・1000の登場から、1994年のレオーネの自社生産終了までスバルの主力エンジンで在り続けた。また、生産終了後も2010年までEA71がFJ1600シリーズの公式採用エンジンであったことも広く知られている。
EA型エンジンは百瀬の理念である「軽量コンパクトな水平対向エンジンをフレームに低く這わせる」という概念を確立させ、スバルの車作りに極めて大きな影響を与えたエンジンであったが、1980年代には皮肉にもその独自の設計思想がスバル製エンジン全体の近代化に影響を与えることにもなった。
その代表的な例がEA型エンジンのバルブトレーンであり、1970年代中盤に他社競合車種のOHVエンジンが次々にSOHC化していく中、OHVレイアウトを採り続けた。1984年3代目レオーネのEA82の登場の際に1.8 LエンジンのみSOHC化されたものの、1.6 LのEA71エンジンはOHVのまま据え置かれた。1989年にはEA82エンジンを基にしたSOHC 1.6 Lエンジンが試作されたこともあったが、EA71エンジンは結局1994年にレオーネバンの自社生産が終了するまでOHVのままであった。
水平対向エンジンでのOHCレイアウトは非効率・重量増過大・整備性悪化の要因であるというスバルのエンジン設計陣の認識や、独自な車体およびエンジンの設計思想をかたくなに守ったことや、市場や販売側の需要を技術陣が汲み取れなかったことなどが原因であるが、結果的にOHVに固執したことはエンジンの高回転、高出力化の流れの中で大きな逆風となった。
1982年には2代目レオーネに日本初の水平対向エンジン＋4WD＋ターボモデルが登場するも、OHVエンジンのEA81Tエンジンは最高許容回転数が5,500 rpmに過ぎず、他社の1.8 Lターボ車が135 PSの時代に、120 PS止まりであった（共にグロス値）。1984年にSOHCエンジンのEA82が登場した際も、トヨタや日産・ホンダでは既にDOHCエンジンが一般化し始めるという状況で、ターボ化されたEA82Tエンジンも搭載車両の特徴的な車体レイアウトにより、インタークーラーの搭載が最後まで行えないままであった。結局EA82Tは1989年のレガシィとEJ20型エンジン登場まで135 PS（グロス値）止まりであり、1980年代のパワー戦争の時代にEAエンジンを搭載するスバル車はスペックの数字を追い求める市場からは「時代遅れ」と評価された。モータースポーツの現場でも、水平対向に特化したシャーシ設計と4WDで善戦するも、最後までEA型エンジンの出力不足の影響を受け続けた。
なお、EAエンジンから派生したエンジンとして1987年のアルシオーネに搭載されたER27エンジンが存在する。ER27はEA82エンジンに2気筒を追加する形で拡大再設計された水平対向6気筒エンジンで、「フラット6」と呼ばれる独特の回転感覚を発揮した。しかし結局アルシオーネは販売不振のままその歴史を終えることとなり、市場に大きな評価を残すことはなかった。
EA型エンジンの最大の欠点は、ヘッドボルトが1気筒当たり5本もあり、通常の4本に対して吸排気が細くなっていたためにボア（内径）拡大やストローク（行程）伸長を行って排気量を拡大したにもかかわらず、出力を上げることができなかったことである。

## EA41
EA41は、スバル・1000の開発車両であるA-4および63-Aに搭載された試作エンジンである。
EA41XからEA41Y-3まで4種のバリエーションがある。
先に開発されていたA-5用水平対向エンジン（1.0L）が空冷であったのに対し、EA41は水冷を選択した。これは騒音対策、ヒーターの稼動、オーバーヒート、オーバークールなどを考慮した結果だという。

### EA41X
EA41XはA-4用として製作された試作エンジンである。

#### エンジン諸元
- 排気量: 796 cc
- ボア: 65 mm
- ストローク: 60 mm
- バルブトレーン: OHV
- 最高出力:  34 - 41 PS

### EA41Y
EA41Yは63-A用として製作された試作エンジンである。

#### エンジン諸元
- 排気量: 923 cc
- ボア: 70 mm
- ストローク: 60 mm
- バルブトレーン: OHV
- 最高出力: 46 PS

### EA41Y-2
EA41Y-2はスバル1000一次試作車に搭載された試作エンジンである。

#### エンジン諸元
- 排気量: 977 cc
- ボア: 72 mm
- ストローク: 60 mm
- バルブトレーン: OHV
- 最高出力: 47 PS/5,600 rpm
- 最大トルク: 7.16 kgf·m/3,600 rpm

### EA41Y-3
EA41Y-2はスバル1000二次試作車以降に搭載された試作エンジンである。開発中の詳細スペックは不明であるが、これの最終仕様が量産エンジンEA52となった。

#### エンジン諸元
- 排気量: 977 cc
- ボア: 72 mm
- ストローク: 60 mm
- バルブトレーン: OHV

## EA52

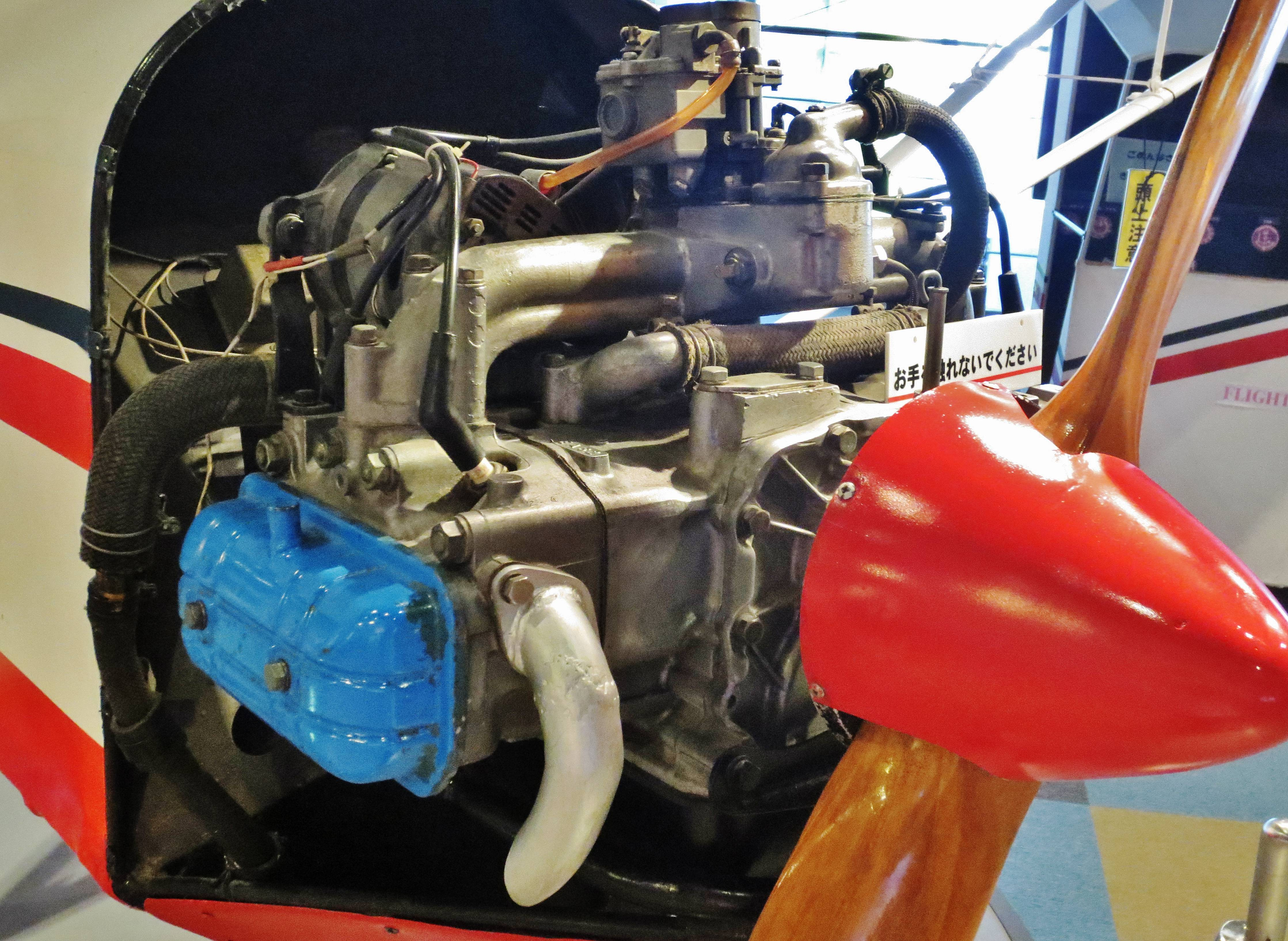
スバルプレンに搭載されたEA52

EA52は日本では1966年から1970年まで、アメリカ合衆国では1970年から1971年までの間生産された。

### エンジン諸元
- 排気量: 977.2 cc
- ボア: 72 mm
- ストローク: 60 mm
- 圧縮比: 9.0:1
- バルブトレーン: OHV
- 最高出力:  55 PS/6,600 rpm
- 最大トルク: 7.8 kgf·m/3,200 rpm

### 搭載車種
- スバル・1000
- スバル・ff-1
- スバルプレン - 個人製作のモーターグライダー。スバル・1000から取り外したものを使用。

## EA53

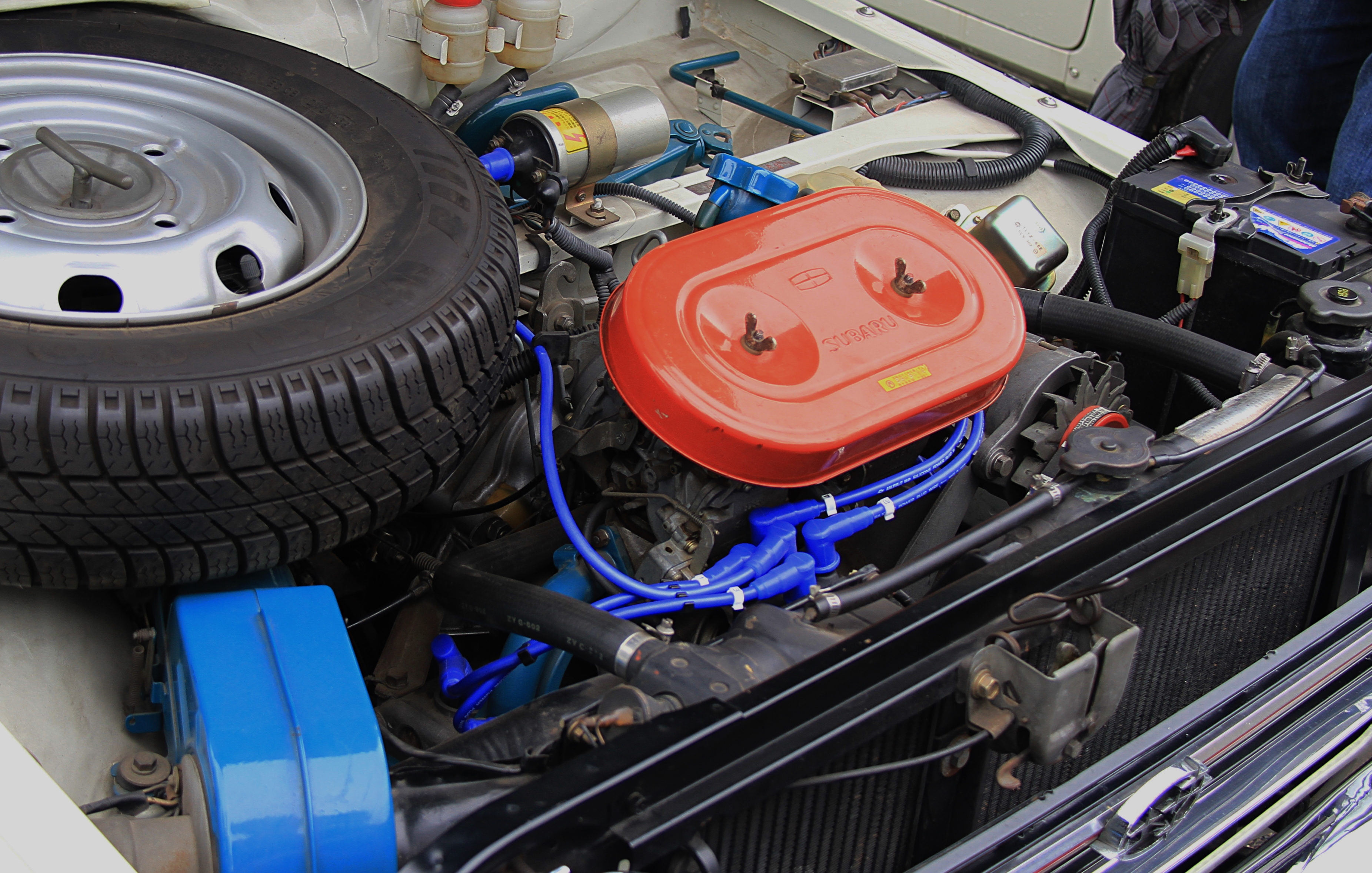
1968年式スバル・1000スポーツセダンのEA53エンジン

EA53は1967年に日本で販売された、スバル・1000スポーツセダンで採用された。スバル・1000のEA52型をベースとしているが、圧縮比を10.0に上げ、三国工業製のソレックス・ツインキャブレターを装着、クランクシャフト、カムシャフト、シリンダーヘッドなど、その構成部品の多くが専用部品で、もはや別のエンジンといっても良いほどの本格的なチューニングが施されている。国内ラリーの1.0Lクラスでは無敵の強さを誇り、1968年9月に行われた「第10回日本アルペンラリー」ではクラス優勝を獲得している。

### エンジン諸元
- 排気量: 977.2 cc
- ボア: 72 mm
- ストローク: 60 mm
- 圧縮比: 10.0:1
- バルブトレーン: OHV
- 最高出力: 67 PS/6,600 rpm
- 最大トルク: 8.2 kgf·m/4,600 rpm

## EA61

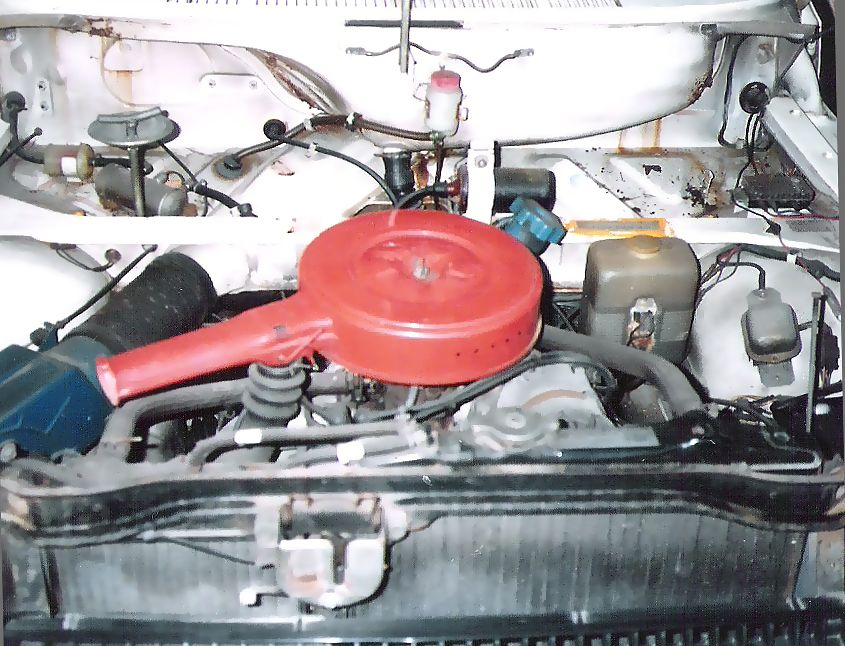
スバル・ff-1のEA61エンジン

EA61は1969年から1972年まで生産。スバルff-1スポーツセダンにはツインキャブレターのEA61Sが採用された。

### エンジン諸元
- 排気量: 1,088 cc
- ボア: 76 mm
- ストローク: 60 mm
- 圧縮比: 8.5:1
- バルブトレーン: OHV
- 最高出力: 62 PS/6,000 rpm
- 最大トルク: 8.7 kgf·m/3,200 rpm

### 搭載車種
- スバル・ff-1
- スバルff-1 1100シリーズ ※ff-1 1300Gの1.1L版
- 1971-1973スバル・レオーネ ※初代

### EA61S
ff-1スポーツセダンに採用されたチューンアップエンジン。三国工業製ソレックスツインキャブレターを搭載。
- 排気量: 1,088 cc
- ボア: 76 mm
- ストローク: 60 mm
- 圧縮比: 10.0:1
- バルブトレーン: OHV
- 最高出力: 77 PS/7,000 rpm
- 最大トルク: 8.8 kgf·m/4,800 rpm

## EA62
EA62は1971年から72年に掛けて製造。後方排気ポートを採用した唯一のEAエンジンでもある。

### エンジン諸元
- 排気量: 1,267.5 cc
- ボア: 82 mm
- ストローク: 60 mm
- 圧縮比: 9.0:1
- バルブトレーン: OHV
- 最高出力: 80 PS/6,400 rpm
- 最大トルク: 10.1 kgf·m/4,000 rpm

### 搭載車種
- スバル・ff-1_1300G

### EA62S
ff-1 1300Gスポーツセダンとff-1 1300Gスーパーツーリングセダンに採用されたチューンアップエンジン。
ゼニス・ストロンバーグ・ツインキャブレター、デュアルエキゾーストパイプ、専用カムシャフトの採用、バルブタイミング、バルブリフト量、圧縮比を10.0に変更するなど、スバル・1000スポーツセダン以来のチューニングを継承して、93PS/7,000rpm、10.5kgf·m/5,000rpmを発揮。OHVながら1.3Lクラスではホンダ・1300の115PSに次ぐ高出力を誇った。
- 排気量: 1,267.5 cc
- ボア: 82 mm
- ストローク: 60 mm
- 圧縮比: 10.0:1
- バルブトレーン: OHV
- 最高出力: 93 PS/7,000 rpm
- 最大トルク: 10.5 kgf·m/5,000 rpm

## EA63
EA63は1971年から1979年に掛けて製造。初代レオーネの主力エンジンでもある。EA62と比較して最高出力は同数値だが、排気量アップ分をトルクに振り分けているため、扱いやすさが向上している。登場時から1974年いっぱいまでは片バンク排気2ポートだったが、1975年以降は排気ガス対策を行うという名目で、シリンダーヘッドを片バンク排気1ポートに設計しなおすという大変更を行う。また、1975年10月以降はSEEC-Tと呼ばれる、希薄燃焼と二次空気導入装置を主体とした方式での排気ガス対策を施して昭和51年規制をクリア。初代のワイドボディ版であるA32では、EGRを追加して昭和53年規制をクリアしている。

### エンジン諸元
- 排気量: 1361 cc
- ボア: 85 mm
- ストローク: 60 mm
- 圧縮比: 9.0:1
- バルブトレーン: OHV
- 最高出力: 80 PS/6,400 rpm
- 最大トルク: 10.5 kgf·m/4,000 rpm

### 搭載車種
- 1971-1979 スバル・レオーネ　※初代

### EA63S
EA63Sは1971年から1975年に掛けて製造された、EA63のツインキャブ仕様。EA62Sと比較して最高出力は同数値だが、排気量アップ分をトルクに振り分けているため、扱いやすさが向上している。また、1973年9月までは有鉛ハイオクガソリンが、同年10月以降は無鉛レギュラーガソリンがそれぞれ指定されていた。どちらの仕様もエンジン性能に変化がないのが特徴。

#### 付加諸元
- 圧縮比: 10.0:1
- バルブトレーン: OHV
- 最高出力: 93 PS/6,800 rpm
- 最大トルク: 11.0 kgf·m/4,800 rpm

#### 搭載車種
- 1971-1975 スバル・レオーネ　※初代

## EA64
EA64は1973年から1975年に掛けて製造。1.2Lのエンジンだが、型式番号が連番になっている関係上EA63よりも型式番号の数字が大きい。登場時から1974年いっぱいまでは片バンク排気2ポートだったが、1975年以降は排気ガス対策を行うという名目で、シリンダーヘッドを片バンク排気1ポートに設計しなおすという大変更を行う。セダンでは排気ガス対策を施すとドライバビリティが損なわれるという理由で、1975年9月にカタログ落ちしたが、排気ガス規制の緩いバンでは販売を続行。1200STDのみに限ってワイドボディ化されてからも搭載された。

### エンジン諸元
- 排気量: 1,176 cc
- ボア: 79 mm
- ストローク: 60 mm
- 圧縮比: 9.0:1
- バルブトレーン: OHV
- 最高出力: 68 PS
- 最大トルク: 9.5 kgf·m/3,600 rpm

### 搭載車種
- 1973-1975 スバル・レオーネ　※初代セダン
- 1973-1979 スバル・レオーネ　※初代バン

## EA65
EA65は1979年から1984年に掛けて製造。2代目レオーネの為に設計された1.3Lエンジンで、EA6x系列の最後のエンジンでもあるが、型式番号が連番になっている関係上EA63よりも型式番号の数字が大きい。また、ff-1 1300GのEA62エンジンとは設計が改められており、両者は異なるエンジンである。

### エンジン諸元
- 排気量: 1,294 cc
- ボア: 83 mm
- ストローク: 60 mm
- 圧縮比: 9.0:1
- バルブトレーン: OHV
- 最高出力: 72 PS/5,600 rpm
- 最大トルク: 10.0 kgf·m/3,200 rpm

### 搭載車種
- 1979-1984 スバル・レオーネ ※二代目

## EA71
EA71は1976年から1994年まで製造された。EA63のシリンダーブロックを再設計して誕生した1.6 Lエンジンである。大幅なボアアップに対応するため、シリンダーがそれまでのウェットライナーから、ドライライナーに変更されている。登場時（A26）はSEEC-Tと呼ばれる、希薄燃焼と二次空気導入装置を主体とした方式での排出ガス対策を施して昭和51年規制の基準に達した。初代のワイドボディ版である、A33ではEGRを追加して昭和53年規制の基準を達成した。ただし、2代目以降は浄化装置に触媒を採用した。ともにツインキャブ車を用意していたのが特徴。また、FJ1600の公式エンジンでもあった。

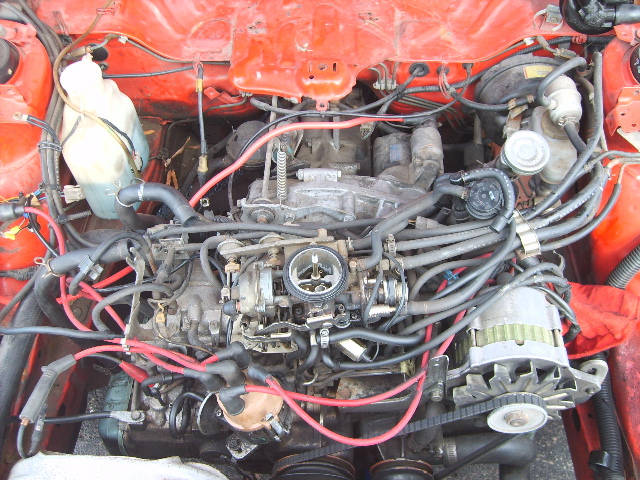
1984年式レオーネのEA71エンジン

### エンジン諸元
- 排気量: 1,595 cc
- ボア: 92 mm
- ストローク: 60 mm
- 圧縮比: 9.0:1
- バルブトレーン: OHV
- 最高出力: 
  - 1976 - 1979: 67 hp (50 kW; 68 PS) @ 5,200 rpm
  - 1980 - 1987: 68 hp (51 kW; 69 PS) @ 4,800 rpm
- 最大トルク: 
  - 1976 - 1979: 81 lb·ft (110 N·m) @ 2,400 rpm
  - 1980 - 1987: 84 lb·ft (114 N·m) @ 2,800 rpm

### 搭載車種
- 1976 - 1994 スバル・レオーネ
- 1988 - 1993 いすゞ・ジェミネットII
- 1978 - 1980 スバル・ブラット※北米輸出のみ

## EA72（試作のみ）
1989年に日本市場における1.6 Lエンジンの近代化のために開発。基本的には「EA82のSOHCヘッドを搭載したEA71」と呼べるような物であったが、スバルは当時EJ15/EJ16を開発中であり、レガシィの投入により3代目レオーネのラインナップが商用車と廉価セダンを残して急速に整理縮小されたこともあり、実際にこのエンジンが市販車に搭載されることはなかった。

### エンジン諸元
- 排気量: 1,595 cc
- ボア: 92 mm
- ストローク: 60 mm
- 圧縮比: 8.7:1
- バルブトレーン: SOHC
- 最高出力: 未公表
- 最大トルク: 未公表

## EA81
EA81は1980年から1989年まで製造。EA71をロングストローク化した1.8 Lエンジンである。

### エンジン諸元
- 排気量: 1,781 cc
- ボア: 92 mm
- ストローク: 67 mm
- 圧縮比: 8.7:1
- バルブトレーン: OHV
- 最高出力: 100 PS/5,600 rpm
- 最大トルク: 15.0 kgf·m/3,600 rpm

### 搭載車種
- 1980-1989 スバル・レオーネ　※二代目及び三代目
- 1981-1987 スバル・ブラット※北米輸出のみ

### EA81S
EA81Sはスバルからの公式のエンジン名称ではないが、便宜上EA81のツインキャブレターエンジンをこの呼称で表記する。スバル・1000以来続いたNAホットモデルの最後を飾るエンジンともなった。

#### 付加諸元
- 圧縮比: 9.5:1
- バルブトレーン: OHV
- 最高出力: 110 PS/6,000 rpm
- 最大トルク: 15.0 kgf·m/4,000 rpm

#### 搭載車種
- 1983-1984 スバル・レオーネ ※二代目
- 1983-1984 スバル・ブラット※北米輸出のみ

### EA81T
EA81Tはスバルからの公式のエンジン名称ではないが、便宜上EA81のターボエンジンとしてこの呼称で表記する。EA81TはターボチャージャーとMPI式燃料噴射装置を採用し、120 PSを発揮した。しかし、OHVであることが高回転化の上でのネックでもあった。

#### 付加諸元
- 圧縮比: 7.7:1
- 過給圧力: 7 psi (0.4922 kgf/m2)
- バルブトレーン: OHV
- 最高出力: 120 PS/4,200 rpm
- 最大トルク: 19.0 kgf·m/2,400 rpm

#### 搭載車種
- 1983-1984 スバル・レオーネ　※二代目
- 1983-1984 スバル・ブラット※北米輸出のみ

## EA82
EA82は1984年から1994年まで製造。EAシリーズ最後のエンジンであり、キャブレター、SPI式燃料噴射装置、MPI式燃料噴射装置などの多彩なモデルが展開された。EA82自体は搭載車両の不振もあり不遇のまま終わったが、EA82で確立した水平対向エンジンのSOHCおよびMPI技術は後のスバル・EJエンジンに引き継がれ、レガシィの爆発的なヒットの原動力ともなった。

### エンジン諸元
- 排気量: 1,781 cc
- ボア:  92 mm
- ストローク:  67 mm

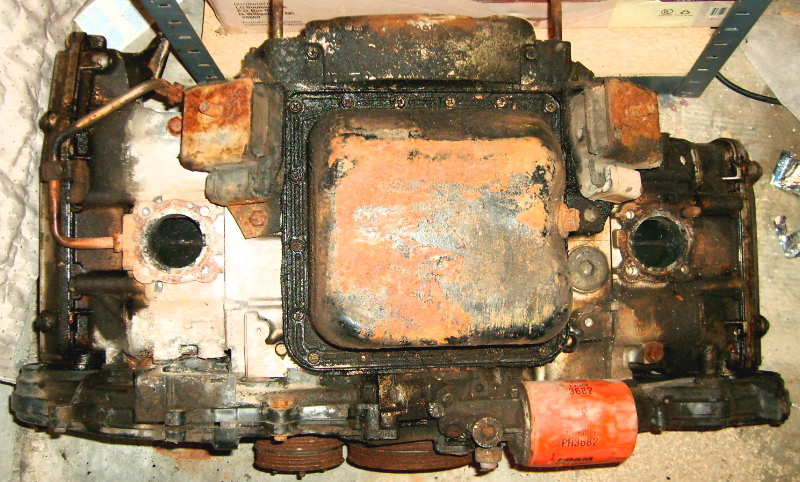
オイルパン側から見たEA82エンジン

- 圧縮比:  8.7:1または9.0:1 (SPFI)、9.0:1（キャブレター）、9.5:1 (MPFI)
- バルブトレーン:  SOHC
- 最高出力:
  - キャブレター - 84 hp (63 kW; 85 PS) @ 5,200rpm
  - SPFI - 90 hp (67 kW; 91 PS) @ 5,600rpm
  - MPFI - 97 hp (72 kW; 98 PS) @ 5,200rpm
- 最大トルク:
  - キャブレター - 101 lb·ft (137 N·m) @ 3,200rpm
  - SPFI - 101 lb·ft (137 N·m) @ 3,200rpm
  - MPFI - 103 lb·ft (140 N·m) @ 3,200rpm

### 搭載車種
- 1984-1994 スバル・レオーネ※三代目
- 1985-1991 スバル・アルシオーネ

### EA82T

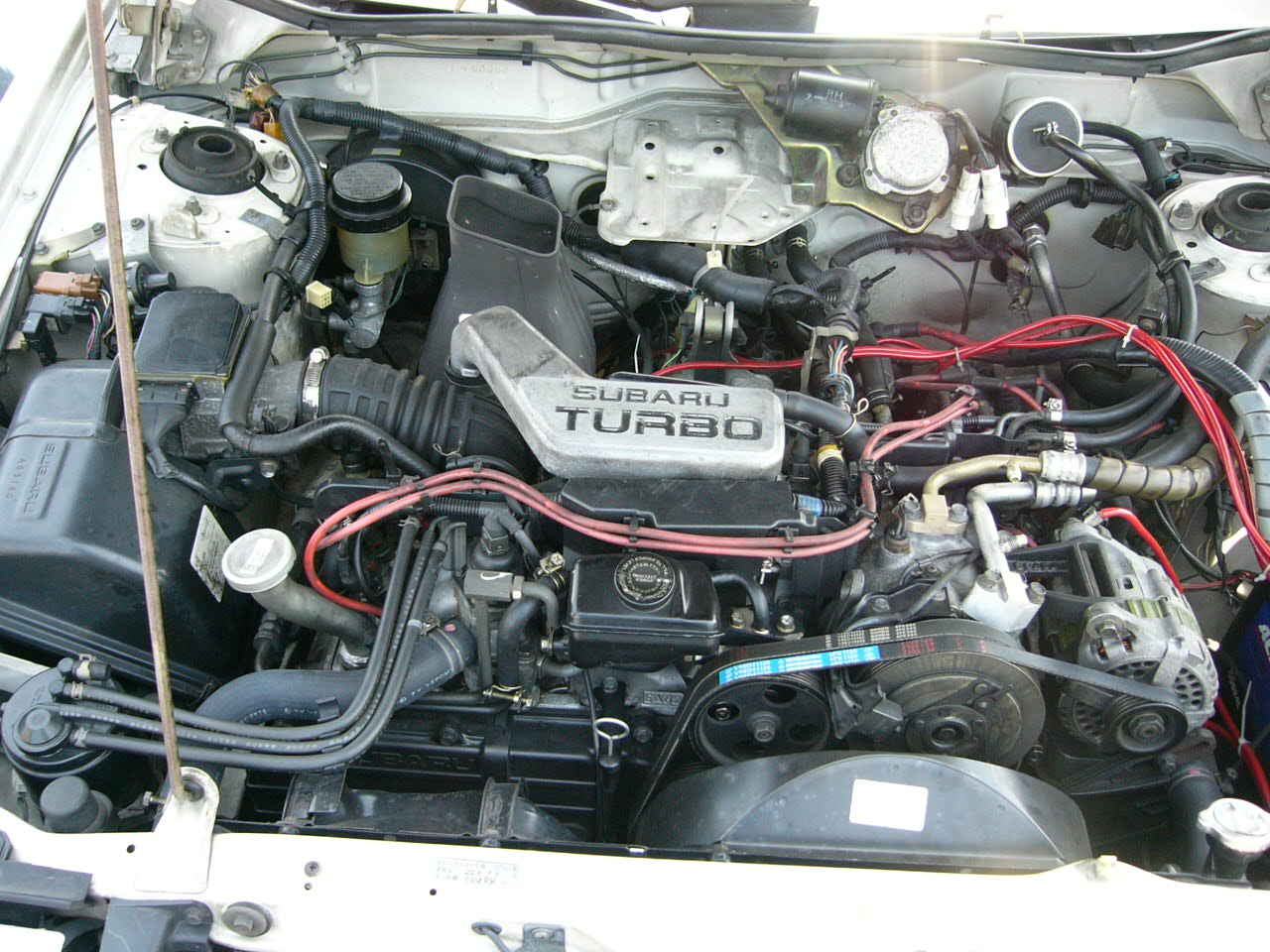
アルシオーネのEA82Tエンジン

EA82Tは1984年に三代目レオーネの国内向けグレードである「GT」、および北米向けグレードである「GL-10」のために開発されたターボエンジン。後に三代目レオーネRX/RXIIクーペやアルシオーネにも搭載された。車体レイアウトの関係上インタークーラーは搭載されなかったが、改良されたシリンダーヘッドと低圧縮比ピストン、MPFIが組み合わされ、135 PSを発揮した。しかし、時代は既にDOHCインタークーラーターボの1.8Lエンジンで160PS越えが当たり前のパワー戦争に突入しており、インタークーラーが装備できないEA82T搭載車は、販売面でも大きな苦戦を強いられることになった。

#### 付加諸元
- ターボ: IHI RHB5 VF7
- 圧縮比: 7.7:1
- 過給圧: 7 psi (0.4922 kgf/m2)
- 最高出力: 135 PS/5,600 rpm
- 最大トルク: 20.0 kg·m/2,800 rpm

#### 搭載車種
- 1984-1989 スバル・レオーネ※三代目
- 1985-1991 スバル・アルシオーネ

## ER27
ER27は1988年から1991年にかけて製造。EA82をベースに2気筒を追加し6気筒化されたエンジンであるが、技術的には当時のスバルエンジンの粋を集められた物で、EAエンジンとは全く別物のエンジンに仕上がっていた。自然吸気（NA）エンジンのみで展開され、ターボ化は行われなかった。「フラット6」と呼ばれる独特の回転感覚で、カルト的人気を持つエンジンとなっているが、発売当時は既に他社競合車種はDOHC/ICターボの2.0L 直列4気筒車で200PSオーバー、3.0 LクラスのV6/直列6気筒ターボエンジンに至っては250-280 PSを発揮する時代になっており、馬力数値のみが追い求められた当時の日本市場ではER27の欧米車然とした大排気量NAのゆったりとした感触は受け入れられず、惨憺たる販売不振に陥ってしまった。

### エンジン諸元
- 排気量:  2,672 cc
- ボア:  92 mm
- ストローク:  67 mm
- 圧縮比:  9.5:1
- バルブトレーン:  SOHC
- 最高出力:  150 PS/5,200 rpm
- 最大トルク:  21.5 kgf·m/4,000 rpm

### 搭載車種
- 1988-1991 スバル・アルシオーネ ※2.7VX

## 参考資料
- 1977 Subaru Factory Service Manual
- 1983 Subaru Factory Service Manual
- 1984 Subaru Factory Service Manual
- 1987/1988 Subaru Factory Service Manual
- Subaru Drive Magazine
- 矢吹明紀『スバル水平対向エンジン40年の歴史　EA-41からSUBARU M.M.まで』山海堂、2007年